# Paska, Thüringen
Paska är en kommun i det tyska förbundslandet Thüringen. Byn är belägen i omedelbar närhet till den konstgjorda sjön Hohenwarte.
Byns historia sträcker sig till 1200-talet. Man antar att kelter bott i området. På 1500- och 1600-talet har byn hetat Passeck.
Paska är byggt runt en öppen plats och husen är gammalmodiga. Sormitzgrunds naturskyddsområde finns i närheten.
Kommunen ingår i förvaltningsgemenskapen Ranis-Ziegenrück tillsammans med kommunerna Eßbach, Gössitz, Keila, Krölpa, Moxa, Peuschen, Ranis, Schmorda, Schöndorf, Seisla, Wilhelmsdorf och Ziegenrück.